# Ferencz Bálint
Ferencz Bálint (Losonc, 1974. május 28. –) magyar színész.

## Életpályája
„A szlovákiai Komárom Jókai Színházában, a pályám elején sok mesét játszottunk, hogy a gyermekeket is bevonzzuk a színházba. Azután átjöttem Magyarországra, és egy évet az Újszínházban töltöttem… Majd elvégeztem a Színművészeti Egyetem operett-musical szakát, és rögtön azután a József Attila Színházhoz szerződtettek.”

1992-től a Komáromi Jókai Színház stúdiójának növendékeként kezdett színészettel foglalkozni, 1996-tól az Újszínházban szerepelt. 1997 és 2001 között a Színház- és Filmművészeti Egyetem hallgatója volt operett-musical szakon, Szirtes Tamás osztályában diplomázott. Pályáját 2001-től a József Attila Színházban kezdte. 2006-ban szerepelt a Szarvasi Szlovák Színházban is, Ivan Bukovčan: Keringő a padláson című tragikomédiájában Dodó szerepét játszotta szlovákul.2009-2010-es évadtól a kecskeméti Katona József Színház tagja. Sokféle műfajban játszik sikeresen. Szinkronszínészként, olyan filmekhez kölcsönözte a hangját mint pl.: az Avatar. 

## Színházi szerepei
- William Shakespeare: Othello, a néger mór.... Lodovico, a velencei tanács tagja
- William Shakespeare: A vihar.... Sebastian
- William Shakespeare: Harmadik Richárd.... l. gyilkos, Sir William Catesby
- William Shakespeare: Szentivánéji álom.... Sipák Ferenc, fújtatójavító, Thisbe
- William Shakespeare: Ahogy tetszik.... Olivér, néhai Sir Rowlnad De Boys fia
- Carlo Goldoni: Nyaralás.... Adriano
- Friedrich Schiller: Ármány és szerelem.... Von Kalb, udvarnagy
- Pierre-Augustin Caron de Beaumarchais: Figaro házassága.... Bartolo
- Heinrich von Kleist: Az eltört korsó.... Licht, írnok
- Anton Pavlovics Csehov: Cseresznyéskert.... Lopahin, Jermolaj Alexejevics, kereskedő
- Nyikolaj Vasziljevics Gogol: A revizor.... Luka Hlopov, tanfelügyelő
- Friedrich Dürrenmatt: Az öreg hölgy látogatása.... Karl, Ill fia; Tornász
- Eugene O’Neill: Amerikai Elektra.... Ezra Mannon
- Jules Verne: Cirkuszkocsival a sarkvidéken.... Szergej
- Ray Cooney: Család ellen nincs orvosság.... Dr. Mike Conolly
- Ray Cooney – Tony Hilton: 1X3 néha 4... Jugg
- Agatha Christie: Az egérfogó.... Giles Ralston
- Agatha Christie: Pókháló... Lord felügyelő
- Agatha Christie: És már senki sem!.... Mr. Lucky hangja
- Georges Feydeau: Egy hölgy a Maximból.... Marollier, hadnagy
- Michael Cooney: Nem ér a nevem.... Mr. Forbright
- Ken Ludwig: Káprázatos kisasszonyok.... Duncen
- Ray Cooney: A miniszter félrelép.... Ronnie, Jane férje
- Ray Cooney – Tony Hilton: 1X3 néha 4.... Jugg
- Thornton Wilder: A mi kis városunk... Sam Craig, Warren rendőr
- Woody Allen: Férjek és feleségek.... Michael
- Francis Veber: Balfácánt vacsorára.... Leblanc
- Jean de Létraz: Tombol az erény.... Armand
- Edward Bond: Megváltás.... Colin
- William Rowley – Thomas Middleton: Átváltozások.... Guillermo
- David Seidler: A király beszéde.... Stanley Baldwin, miniszterelnök
- Karol Wojtyła: Az aranyműves boltja.... Ádám
- Michael Frayn: Függöny fel!.... Frederick Fellowes
- Peter Buckman: Most mindenki együtt.... Geoff
- Simon Gray: A játék vége.... Benedict
- Andrew Bergman: Társasjáték New Yorkban.... David
- Jurij Poljakov: Párcsere.... Vaszilij Borcov
- Ivan Bukovčan: Slučka pre dvoch, alebo domáca šibenica.... Dodo (Szarvasi Szlovák Színház)
- Fazekas Mihály – Schwajda György: Lúdas Matyi.... Ispán
- Petőfi Sándor: Tigris és hiéna... Borics, fejedelem
- Vörösmarty Mihály: Csongor és Tünde.... Fejedelem
- Nagy Ignác – Parti Nagy Lajos: Tisztújítás.... Virágos Mihály, köznemes
- Mikszáth Kálmán: Különös házasság.... Jeszenka
- Weöres Sándor: A kétfejű fenevad.... Diák Sárváron, Hajdar, tatár kán, Badeni Lajos, őrgróf
- Gádor Béla – Tasnádi István: Othello Gyulaházán.... Tokodi Csongor, ifjú titán
- Fazekas István: A megvádolt.... Szemcsák
- Réczei Tamás: Színházi vándorok.... Nemes András, egykori színész
- Móricz Zsigmond – Kocsák Tibor – Miklós Tibor: Légy jó mindhalálig.... Bagoly, tanár
- Koltai Róbert – Dés László – Nógrádi Gábor: Sose halunk meg.... Rendőr, Elhaladó vasutas
- Fenyő Miklós – Tasnádi István: Made in Hungária.... Tripolisz, bass
- Fenyő Miklós – Tasnádi István: Aranycsapat.... Karaj
- Kocsis L. Mihály – Cseke Péter: Újvilág passió.... Narrátor
- Illés zenekar – Szente Vajk: Tied a világ!.... szereplő
- Tolcsvay László – Müller Péter – Müller Péter Sziámi: Isten pénze.... Iskolamester; Joe bácsi; Mr. Crumb
- Tolcsvay László – Müller Péter – Bródy János: Doctor Herz.... Szent Péter
- Szörényi Levente – Bródy János: Kőműves Kelemen.... Márton
- Cseke Péter - Kocsis L. Mihály: Újvilág passio.... Narrátor
- Ganxsta Zolee – Pierrot – Darvasi László: Popeye.... Hangemburg Blútó
- Claude-Michel Schönberg – Alain Boublil: A nyomorultak.... Ál-Valjean; Grantaire; 5.Rab; Kocsmás; Előmunkás; Gróf; Munkavezető; Feuilly
- Szente Vajk - Illés zenekar: Tied a világ!.... szereplő
- Dale Wasserman: La Mancha lovagja.... Don Quijote
- Bob Fosse – Fred Ebb – John Harold Kander: Chicago.... Amos Hart
- Giuseppe Verdi: Macbeth.... Orvos
- Hervé: Nebáncsvirág.... Robert, kadét
- Kálmán Imre: Csárdáskirálynő.... Ferdinánd főherceg
- Kálmán Imre: Marica grófnő.... Liebenberg, Károly István
- Lehár Ferenc: A víg özvegy.... Cascade vicomte
- Rómeó és Júlia – Négyhangú opera.... Bariton
- Bolero Vers – Tánc – Színház:.... szereplő
- A’LA Rossini: Don Magnifico.... Angelina mostohaapja
- Szergej Szergejevics Prokofjev: Péter és a farkas.... A farkas
- Gioachino Rossini: Hamucipőcske.... szereplő
- Gioachino Rossini – Németh Virág: És közben szól a dal.... ifjabb Rühes Egmont
- Gaetano Donizetti – Wolfgang Amadeus Mozart – Gioachino Rossini – Németh Virág: Túl az Óperencián.... Paprikás Dini
- Méhes György – Németh Virág: Micsoda társaság!.... Vilmos
- Németh Virág: Borban él az élet.... szereplő
- Németh Virág: Lesz vigasz.... szereplő
- Németh Virág: Mátyásmese, avagy hogyan került álruha a királyra?.... szereplő
- Kérek egy álmot.... Dimmer Döme, világosító
- Lázár Ervin: A négyszögletű kerek erdő.... Bruckner Szigfrid
- Grimm fivérek – Zalán Tibor: Csipkerózsika és a fiú.... Nagypapa, Király, Béka
- L. Frank Baum: Óz.... Oroszlán
- Lehár Ferenc: Luxembur grófja.... Big Mac, testőr
- Szikora Róbert – Lezsák Sándor – Zsuffa Tünde: Az ég tartja a földet – Erzsébet, a szerelem szentje.... Magister Konrád
- Patricia Highsmith: A tehetséges Mr. Ripley.... Roverini felügyelő, és mások
- Carlo Collodi: Pinokkió.... Gepetto, egy fafaragó, Rocambole, egy cirkuszigazgató
- Tim Firth: Naptárlányok.... Rod

## Filmes, televíziós szerepei
- Fenyő Miklós – Tasnádi István: Aranycsapat (színházi előadás tv-felvétele)
- Fenyő Miklós – Tasnádi István: Made in Hungária (színházi előadás tv-felvétele)
- Járom az utam... (színházi előadás tv-felvétele)
- A titkos háború (2002)
- Csipkerózsika (2010)

## Díjai
- Magyar Arany Érdemkereszt polgári tagozat (2022)[6]